# Estill County
Estill County är ett administrativt område i delstaten Kentucky, USA. År 2010 hade countyt 14 672 invånare. Den administrativa huvudorten (county seat) är Irvine. 

## Geografi
Enligt United States Census Bureau så har countyt en total area på 662 km². 657 km² av den arean är land och 5 km² är vatten. 

### Angränsande countyn
- Clark County - nord
- Powell County - nordost
- Lee County - sydost
- Jackson County - syd
- Madison County - väst